# Enemy Mind
Enemy Mind è un film del 2010 diretto da Brennan Reed.
È un film di fantascienza statunitense con Brian Shotwell. Ernest Borgnine presta la voce nel ruolo del comandante. È incentrato sulle vicende di un soldato intergalattico bloccato su un pianeta remoto con un pericoloso prigioniero.

## Produzione
Il film, diretto e sceneggiato di Brennan Reed, fu prodotto da Brian Shotwell per la Elevation 4 Entertainment e girato a Salton Sea in California.

## Distribuzione
Il film fu distribuito negli Stati Uniti dal 3 agosto 2010.

## Promozione
La tagline è: "One Accused Terrorist, One Soldier, Stranded on a Planet, Light Years from the Truth.".